# Fenômeno de Kazan

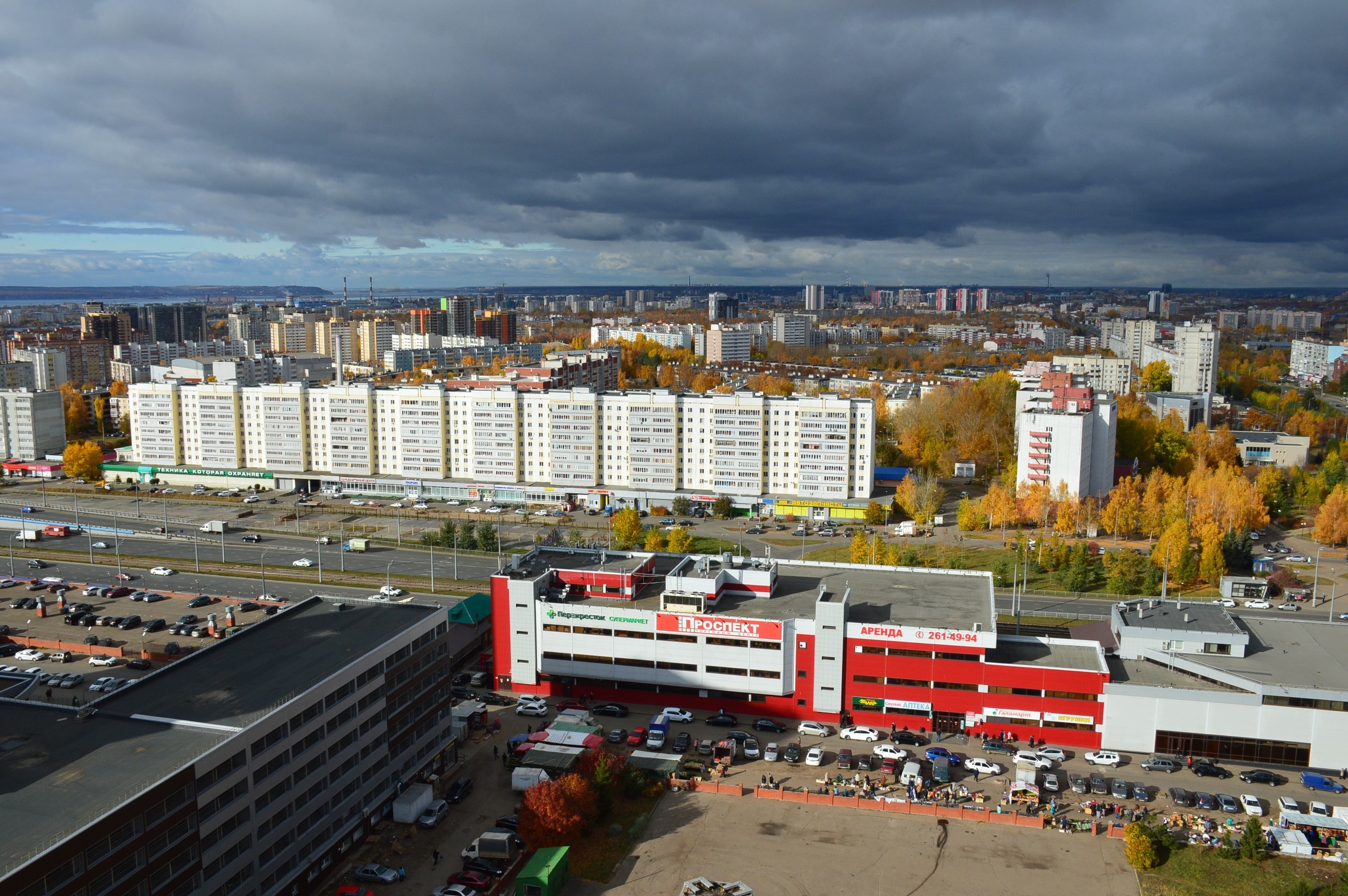
Bairro residencial Gorki de Kazan, onde viviam membros da gangue Pervaki

O Fenômeno de Kazan (em russo:  Казанский феномен, Kazanskiy fenomen) foi como ficou conhecido o processo de surgimento e intensificação das gangues juvenis na cidade de Kazan na URSS, e depois na Rússia.
No início dos anos 1970, a cidade de Kazan, capital do Tartaristão (então parte da URSS) vivenciou um aumento exponencial da delinquência juvenil. Muitos jovens de origem russa e tártara se juntaram a gangues juvenis, que lutavam pelo controle de territórios da cidade, utilizando principalmente armas improvisadas e luta corpo a corpo. Na época, as armas de fogo não eram comuns no país e difíceis de encontrar.
Entre 1985 e 1999, a taxa de crimes cometidos por jovens de 16 a 29 anos no Tartaristão aumentou 1,7 vezes. A onda de criminalidade causou um pânico moral entre a população soviética. Não apenas essa criminalidade era tradicionalmente considerada um produto do Ocidente capitalista, mas também envolvia filhos de funcionários locais.
A gangue mais poderosa em Kazan era a Tiap Liap, do distrito da fábrica de Teplokontrol, tinha cerca de 300 membros bem treinados em luta. Os jovens não bebiam ou fumavam (era estritamente proibido) e viviam em academias equipadas nos porões dos blocos de apartamentos. A Tiap Liap não apenas enfrentava gangues rivais de diferentes distritos, mas também era conhecida por promover “arrastões”. Armados, agrediam qualquer um que cruzasse o caminho.
No dia 29 de agosto de 1978, num desses arrastões, os membros da gangue atiraram contra um ônibus cheio de passageiros, resultando na morte de várias pessoas e deixando outros feridos, incluindo uma mulher grávida. Três policiais que tentaram intervir sofreram ferimentos graves. 
Durante a ascensão da máfia russa no final dos anos 1980 e 1990, as gangues de rua tornaram-se empreendimentos criminosos mais sofisticados e organizados. Devido à falta de rentabilidade das atividades mafiosas no Tartaristão, as gangues de Kazan começaram a migrar para São Petersburgo. .